# Луїс Перес
Луїс Перес Гонсалес (ісп. Luis Pérez González, нар. 25 серпня 1908, Ахуалулко де Меркадо, Мексика — пом. 1963, Мехіко, Мексика) — мексиканський футболіст, що грав на позиції нападника, зокрема, за клуб «Некакса», а також національну збірну Мексики.
Його четверо синів Хосе Луїс, Карлос, Родольфо і Маріо були активними футболістами в 1960-х, а Маріо брав участь в ЧС-1970.

## Клубна кар'єра
У дорослому футболі дебютував виступами за «Гвадалахару», потім він грав за «Марте» і «Германію ФВ». У 1929 році перейшов у «Некаксу» в статусі чемпіона Мексики і став справжньою легендою команди, вигравши ще чотири чемпіонські титули.
Помер на 56-му році життя.

## Виступи за збірну
Будучи гравцем клубу «Некакса», Луїс Перес був викликаний в збірну Мексики тренером Хуаном де Серральонгою для участі в першому чемпіонаті світу в Уругваї. Провів на турнірі два матчі проти збірних Франції (1:4) і Чилі (0:3).
Після деякої перерви він знову повернувся в національну команду і виграв з нею Ігри Центральної Америки і Карибського басейну 1935 і 1938 років. Після чого завершив футбольну кар'єру у 1943 році.

## Титули і досягнення
«Марте»
Чемпіон Мексики (аматорська епоха) (1): 1928—29
«Атланте»
Чемпіон Мексики (аматорська епоха) (4): 1932—33, 1934—35, 1936—37, 1937—38
Мексика
- Переможець Ігор Центральної Америки та Карибського басейну: 1935, 1938